# 다나카 마코토
다나카 마코토(일본어: 田中 誠, 1975년 8월 8일, 시즈오카현 ~)는 일본의 전 축구 선수로, 현역 시절 포지션은 수비수였다.

## 구단 경력
1994년부터 2008년까지 주빌로 이와타에서 353경기에 나서 10골을 넣었으며, 1998년과 2000년에 J리그 올해의 팀에 선정되었다. 2008년 주빌로 이와타에서 전력 외 통보를 받고 직원 고용 제안을 받았으나 현역에서 뛰는 것을 바라며 아비스파 후쿠오카로 이적하였다. 2010년 아비스파 후쿠오카의 J리그 승격에 공헌하였다.
2011년 10월, 현역에서 은퇴하였다.

## 국가대표팀 경력
그는 1996년 하계 올림픽에 참가할 일본 U-23 국가대표팀에 발탁되었으며, 3경기에 출전했다.
그는 2004년 4월 25일 헝가리과의 경기에서 일본 국가대표팀에 데뷔했다. 2004년 AFC 아시안컵, 2005년 FIFA 컨페더레이션스컵에도 출전, 아시안컵 우승에 기여했다. 2006년 FIFA 월드컵에서는 선수 명단에는 포함되었으나, 합숙 중 부상으로 출전하지 못했다. 그는 2006년까지 국제 A매치 통산 32경기에 출전했다.

## 통계
| 일본 | 일본 | 일본 |
| 연도 | 출전 | 득점 |
| ---- | ---- | ---- |
| 2004 | 14   | 0    |
| 2005 | 16   | 0    |
| 2006 | 2    | 0    |
| 통산 | 32   | 0    |